# Prelato del Sovrano Militare Ordine di Malta
Il prelato del Sovrano Militare Ordine di Malta è  il superiore ecclesiastico dei chierici del Sovrano Militare Ordine di Malta per quanto concerne la loro funzione sacerdotale.

## Attività
I compiti del prelato sono stabiliti dall'articolo 19 della Carta Costituzionale dell'Ordine.
Il prelato è nominato dal Sommo Pontefice, che lo sceglie in una terna di nomi proposti dal gran maestro previo voto deliberativo del Sovrano Consiglio. Nel caso in cui nessuno dei candidati presentati incontri l'approvazione del Santo Padre, saranno proposti altri nominativi.
Il prelato coadiuva il cardinale patrono nell'esercizio del suo officio presso l'ordine. Il prelato è il superiore religioso del clero dell'Ordine nella funzione sacerdotale e vigila affinché la vita religiosa e sacerdotale dei cappellani e il loro apostolato si svolgano secondo la disciplina e lo spirito melitensi.
Il prelato assiste il gran maestro e il gran commendatore nella cura della vita spirituale e dell'osservanza religiosa dei membri dell'Ordine e in tutto ciò che concerne il carattere spirituale delle opere dell'Ordine.
Ad ogni sessione del Capitolo Generale Ordinario il prelato presenta una relazione sullo stato spirituale dell'Ordine. 

## Cronotassi
- Arcivescovo Carlo Alberto Ferrero di Cavallerleone (dicembre 1953 - 16 luglio 1969 deceduto)
- Arcivescovo Mario Brini (14 settembre 1982 - 11 aprile 1993 ritirato)
- Vescovo Donato De Bonis (11 aprile 1993 - 23 aprile 2001 deceduto)
- Arcivescovo Angelo Acerbi (21 giugno 2001 - 4 luglio 2015 ritirato)
- Vescovo Jean Laffitte, Comm. l'Emm. (4 luglio 2015 - 21 dicembre 2023 dimesso)
- Presbitero Luis Manuel Cuña Ramos, dal 21 dicembre 2023